# Pro Evolution Soccer 5
Pro Evolution Soccer 5 (conocido como World Soccer: Winning Eleven 9 en su versión asiática, y como Winning Eleven 9 en su versión estadounidense) es un videojuego de fútbol para PlayStation 2, PC, Xbox y PlayStation Portable que se lanzó a la venta en el 2005. Este es el quinto videojuego de la serie Pro Evolution Soccer. Además, fue el primero que se vendió para PlayStation Portable.
En la portada se aprecian a Thierry Henry y el árbitro Pierluigi Collina. En algunos casos, Thierry Henry aparece acompañado por John Terry o por Didier Drogba. En otros casos, Pierluigi Collina aparece acompañado por Gianluigi Buffon. En la versión japonesa aparecen Zico y Shunsuke Nakamura.

## Modos de juego
- Modo Partido: En este modo se encuentran:
  - Exhibición: El jugador elige dos equipos para disputar un partido amistoso.
  - Partido de Penaltis: El jugador elige dos equipos para disputar un partido amistoso por penaltis.

- Modo Liga Máster: En este modo el jugador debe elegir un equipo de los presentes en el juego y realizar transferencias en el mismo, jugando partidos en la liga seleccionada. Solo en este modo se pueden disputar el Campeonato UEFA y la Supercopa UEFA

- Modo Liga: En este modo el jugador debe elegir una liga de las que aparecen en el juego y de ella elegir un equipo para disputar el torneo completo. Entre las ligas se encuentran:
  -  Premier League: Es el campeonato inglés de fútbol. El jugador elige uno de los 20 equipos de ella y disputar el torneo.
  -  Ligue 1: Es el campeonato francés de fútbol. El jugador elige uno de los 20 equipos de ella y disputar el torneo.
  -  Bundesliga: Es el campeonato alemán de fútbol. El jugador elige uno de los 18 equipos de ella y disputar el torneo.
  -  Serie A: Es el campeonato italiano de fútbol. El jugador elige uno de los 20 equipos de ella y disputar el torneo.
  -  Eredivisie: Es el campeonato neerlandes de fútbol. El jugador elige uno de los 18 equipos de ella y disputar el torneo.
  -  La Liga: Es el campeonato español de fútbol. El jugador elige uno de los 20 equipos de ella y disputar el torneo.
  - Liga Internacional: El jugador debe elegir un equipo y disputar con el un torneo con otros clubes. La cantidad de los mismos y la elección de torneos cortos o largos queda a cuenta del jugador.

- Modo Copa: En este modo el jugador debe elegir una de las copas que aparecen en el juego. Entre las copas se encuentran.
  - La Copa de Europa: Es el campeonato europeo de fútbol. El jugador elige uno de los países de dicho continente y disputar el torneo.
  - La Copa de África: Es el campeonato africano de fútbol. El jugador elige uno de los países de dicho continente y disputar el torneo.
  - La Copa de América: Es el campeonato americano de fútbol. El jugador elige uno de los países de dicho continente y disputar el torneo.
  - La Copa de Asia-Oceanía: Es el campeonato asiático y oceánico de fútbol. El jugador elige uno de los países de dichos continentes y disputar el torneo.
  - La Copa Internacional: Es el campeonato mundial de fútbol. El jugador elige uno de los países del mundo y disputar el torneo.
  - Copa Konami: Es el campeonato que puede ser definido a elección del jugador. El mismo deberá elegir si se trata de un torneo a modo de liga (largo o corto), de un torneo a modo eliminatorio, la cantidad de equipos y de jugadores, el sistema de alargue y de penales, entre otras cosas.

- Modo Editar: En este modo el jugador puede modificar a los jugadores, sus apariencias, sus estadísticas, los equipos, los nombres de las ligas, copas, entre otras cosas.

- Modo Opciones: En este modo el jugador podrá encontrar varias cosas, como el museo, el PES-Shop, así como las distintas maneras para configurar la resolución de la pantalla, entre otras cosas.

- Modo Ajuste de Sistema: En este modo el jugador puede configurar el idioma en pantalla y en los comentarios.

- Modo En línea: En este modo el jugador podrá conectarse y jugar partidos contra otros jugadores en la red.

- Modo Entrenamiento: En este modo el jugador debe elegir un equipo para entrenarse a su manera: tiros al arco, tiros libres, córners, entre otras cosas. Existe también el entrenamiento intensivo, donde el jugador debe entrenarse de manera más complicada.

## Selecciones nacionales

### Europa(32)
| - Alemania - Austria - Bélgica - Bulgaria - Croacia - Dinamarca - Escocia - Eslovaquia - Eslovenia - España - Finlandia - Francia - Gales - Grecia - Hungría - Inglaterra | - Irlanda - Irlanda del Norte - Italia - Letonia - Noruega - Países Bajos - Polonia - Portugal - República Checa - Rumanía - Rusia - Serbia y Montenegro - Suecia - Suiza - Turquía - Ucrania |

### África(7)
| - Camerún - Costa de Marfil - Marruecos - Nigeria - Senegal - Sudáfrica - Túnez |

### América delNorte, Centro y Caribey delSur(12)
| - Argentina - Brasil - Chile - Colombia - Costa Rica - Ecuador | - Estados Unidos - México - Paraguay - Perú - Uruguay - Venezuela |

### AsiayOceanía(6)
| - Arabia Saudita - Australia - China - Corea del Sur - Irán - Japón |

### Clásicos
| - Alemania Clásico - Argentina Clásico - Brasil Clásico - Francia Clásico | - Inglaterra Clásico - Italia Clásico - Países Bajos Clásico |

Notas

Negrita – Equipos totalmente licenciados

## Clubes

### Ligas
Trae 136 equipos. De ellos, 116 pertenecen a las siguientes ligas:
| - Premier League *** (20) - Ligue 1 (20) - Bundesliga (18) | - Serie A ** (20) - Eredivisie * (18) - Liga de España * (20) |

*: Ligas licenciadas.
**: Liga con 19 clubes licenciados (Cagliari es el único club sin licencia).
***: Liga no licenciada con solo dos clubes licenciados (Arsenal y Chelsea).

### Otros equipos
| - Celtic - Rangers - Copenhague - Rosenborg - Djurgården - Galatasaray - Dynamo de Kiev - Oporto | - FC Belgium (Brujas) - Bruxelles (Anderlecht) - Constanti (Fenerbahçe) - FC Bosphorus (Beşiktaş) - Peloponnisos (Olympiacos) - Athenakos FC (Panathinaikos) - Russia Rail FC (Lokomotiv de Moscú) - Sheffcor Domake (FK Shajtar Donetsk) - AC Czech (Sparta Praga) - Lisbonera (Benfica) - Esportiva (Sporting de Lisboa) - Caopolo (São Paulo) |